# Євланов Максим Вікторович
Євланов Максим Вікторович — український фахівець у галузі інформаційних керуючих систем, доктор технічних наук, доцент, професор кафедри унформаційних управляючих систем Харківського національного університету радіоелектроніки.

## Біографія
Максим Євланов завершив навчання в Харківському державному технічному університеті радіоелектроніки у 1995 році.
З 1997 року почав працювати асистентом на кафедрі інформаційних управляючих систем в Харківському державному технічному університеті радіоелектроніки.
2000 року ним була захищена кандидатська дисертація. З того ж року він почав працювати на посаді старшого викладача кафедри інформаційних управляючих систем, а з 2005 року — доцент кафедри.
З 2015 року і до сьогодні він обіймає посаду заступника декана факультету комп'ютерних наук з науково методичної роботи.
2017 року ним була захищена докторська дисертація за спеціальністю «Інформаційні технології».

## Наукові інтереси
До сфери наукових інтересів Максима Євланова належать:
- розробка методологій, моделей, методів і технологій створення сервіс-орієнтованих інформаційних систем;
- формування та аналіз вимог сервіс-орієнтованих інформаційних систем;
- синтезу функціональної структури інформаційних систем.

Також він — відповідальний секретар журналу «АСУ та прилади автоматики».

## Творчий доробок
Максим Євланов є автором понад 100 публікацій:
- Mohammed M.Q., Muhamed S.Q., Ievlanov M., Gazetdinova Z. Improvement of the method of scenario analysis of functional requirements to an information system // Eastern-European Journal of Enterprise Technologies. — 2019. — 3(2-99). — pp. 25-35.
- Ievlanov M., Vasiltcova N., Panforova I. Development of methods for the analysis of functional requirements to an information system for consistency and illogicality // Eastern-European Journal of Enterprise Technologies. — 2018. — 1(2-91). — pp. 4-11.
- Muhamed S.Q., Mohammed M.Q., Evlanov M., Kliuchko H. The adaline neuron modification for solving the problem on searching for the reusable functions of the information system // Eastern-European Journal of Enterprise Technologies. — 2018. — 3(2-93). — pp. 25-32.
- Levykin V., Ievlanov M., Neumyvakina O. Developing the models of patterns in the design of requirements to an information system at the knowledge level // Eastern-European Journal of Enterprise Technologies. — 2017. — 5(2-89). — pp. 19-26.